# معروف بن خربوذ مکی
معروف بن خربوذ مکی در نیمه نخست سده اول هجری در مکه به دنیا آمد. ذهبی تاریخ وفات وی را بین سالهای ۱۴۰ تا ۱۶۰ هجری قمری ذکر می‌کند. او از محدثان و علمای شیعه و از یاران محمد باقر و جعفر صادق بوده‌است و از طبقه اول اصحاب اجماع به‌شمار می‌آید.
به نوشته سید ابوالقاسم خویی، ابن خربوذ دوران سجاد را درک کرده‌است اما در دوران باقر و صادق به شهرت علمی رسید.
ابن خربوذ که از موالی قریش بود، یکی از فقهای معروف مکه به‌شمار می‌آمد. هر چند شهرتش به پای زراره نمی‌رسید و گاهی او را در نقل حدیث ضعیف شمرده‌اند. به نوشته کشّی، ابن خربوذ یکی از پیروان معتدل شیعه به حساب می‌آید.
علامه جلیل سید شرف الدین موسوی در المراجعات می‌نویسد: ذهبی در میزان الاعتدال نام وی را آورده و او را به راستگویی و تشیّع توصیف نموده‌است و با گذاردن نام رمز بخاری، مسلم و ابوداود در کنار نام او به این نکته اشاره کرده‌است که احادیث وی را نگاشته‌اند. همچنین گفته: از ابوطفیل روایت نقل می‌کند و نیز گفته‌است: قلیل‌الحدیث است. ابوعاصم، ابوداود، عبیدالله بن مؤمنی و دیگران از او حدیث نقل کرده‌اند و از ابوحاتم نقل کرده که احادیث او باید نوشته شود. (یعنی صحیح و قابل استناد است)
من می‌گویم: ابن خلکان در وفیات الاعیان وی را ذکر نموده و گفته‌است. او از موالیان و دوستان علی بن موسی است. پس از آن در تمجید و ستودن او عنان قلم را رها ساخته و از او حکایتی نقل کرده‌است که در ضمن آن آمده‌است: من به خدا روی آوردم و آنچه را داشتم در راه خدمت به مولایم علی بن موسی الرضارها ساختم.
ابن قتیبة هنگامی که در کتاب معارف، رجال شیعه را می‌شمارد، معروف را از آن به شما می‌آورد. مسلم به احادیث معروف استدلال می‌کند. احادیث او در قسمت حج کتاب صحیح که از ابوطفیل نقل نموده موجود است. سری سقطی از شاگردان اوست.
کشی روایاتی نقل می‌کند که دلالت بر مدح او دارد؛ و علامه مامقانی از خبری که دلالت بر ذم او می‌کند به بهترین شکل جواب داده‌است.
او در سال ۲۰۰هـ. رحلت کرد.

## شاگردان
برخی شاگردان وی عبارتند از: ابوداود طیالسی، عبید بن معاذ، حنّان بن سدیر، عبدالله بن سنان و مالک بن عطیّه.